# Tsiroanomandidy
Tsiroanomandidy är en stad och kommun i regionen Bongolava i den centrala delen av Madagaskar. Kommunen hade 44 461 invånare vid folkräkningen 2018, på en yta av 35,84 km². Tsiroanomandidy är huvudort i regionen Bongolava och ligger cirka 155 kilometer väster om Antananarivo.